# Antonie Zichyová
Antonie Alžběta hraběnka Zichyová de Zich et Vásonkeő (maďarsky Zicsi és vásonkeői grófnő Zichy Antónia; 14. července 1816 Cífer, Horní Uhry – 25. září 1888 Dáka, Veszprémská župa) byla uherská šlechtična narozená na Slovensku.

## Život
Narodila se jako Antonie Alžběta Valpurga hraběnka Zichyová (Zichy grófnő Antónia Erzsébet Valburga) ve slovenské obci Cífer. Jejími rodiči byli Karel Zichy, hrabě de Zics es Vásonkeő a Marie Anna Batthyányová z Németújváru.
4. prosince 1834 se vdala za Ludvíka Batthyányho (10. 2. 1807 Prešpurk – 6. 10. 1849 Pešť), ministerského předsedu Uherského království v období maďarské revoluce 1848. Měli spolu tři děti:
- 1. Emanuela (24. 12. 1837 Prešpurk – 3. 3. 1922 Budapešť), manž. 1859 hrabě Géza Batthyány (10. 6. 1838, Polgárdi – 2. 1. 1900, Budapešť)
- 2. Ilona (1. 7. 1842 Ikervár, Vas – 21. 3. 1929 Budapešť), I. manž. 1860 Vojtěch (Béla) hrabě Keglević z Bužimi (10. 3. 1833 – 13. 11. 1896), rozvedli se v roce 1879, II. manž. 1879 Gábor Beniczky (11. 5. 1852 Zsámbek – 3. 7. 1894 Sighetu Marmației)
- 3. Elemér (1847 Pešť – 9. 1. 1932 tamtéž)

Antonie Alžběta Zichyová zemřela 28. září 1888 v uherské Dáce.